# Масо, Сабина
Сабина Масо Исаса  (англ. Sabina Mazo Isaza, род. 25 марта 1997) — колумбийский боец смешанных единоборств выступающая в наилегчайшем весе. В данный момент выступает в UFC. Бывшая чемпионка Legacy Fighting Alliance (LFA).

## Биография

### Ранняя карьера
Выступает в ММА с марта 2015 года. в дебютном бою победила Александру Лару единогласным решением судей. После этого дралась в LFA, где становилась чемпионкой, и провела одну защиту титула. После чего была подписанная в UFC.

### Выступление в UFC
Дебютировал в UFC в марте 2019 года, уступив единогласным решением Марине Мороз. Во втором бою одержала победу над Шэной Добсон единогласным решением судей. Далее победила Джэй Джэй Олдрич и Джастин Киш. В феврале 2021 года проиграла Алексис Дэвис. Бой проходил в рамках легчайшего вес. 8 октября 2021 года встретилась с Марией Агаповой на турнире UFC Вегас 39. Масо проиграла удушением со спины в начале третьего раунда.

## Титулы и достижения

### Смешанные единоборства
- Legacy Fighting Alliance (LFA)
  - Чемпион LFA в наилегчайшем весе (1 раз) , 1 успешная защита титула.

## Статистика в ММА
| Боёв 13  | Побед 9 | Поражений 4 |
| -------- | ------- | ----------- |
| Нокаутом | 2       | 0           |
| Сдачей   | 1       | 2           |
| Решением | 6       | 2           |

| Результат | Рекорд | Соперник         | Способ                              | Турнир                                | Дата             | Раунд | Время | Место                          | Примечание                                        |
| --------- | ------ | ---------------- | ----------------------------------- | ------------------------------------- | ---------------- | ----- | ----- | ------------------------------ | ------------------------------------------------- |
| Поражение | 9–4    | Миранда Маверик  | Удушающий прием (удушение со спины) | UFC Fight Night: Santos vs. Ankalaev  | 12 марта 2022    | 2     | 2:15  | Лас-Вегас, Невада, США         |                                                   |
| Поражение | 9–3    | Мария Агапова    | Удушающий прием (удушение со спины) | UFC Fight Night: Dern vs. Rodriguez   | 8 октября 2021   | 3     | 0:53  | Лас-Вегас, Невада, США         | Вернулась в наилегчайший вес.                     |
| Поражение | 9-2    | Алексис Дэвис    | Единогласное решение                | UFC Fight Night: Rozenstruik vs. Gane | 27 февраля 2021  | 3     | 5:00  | Лас-Вегас, Невада, США         | дебют в легчайшем весе.                           |
| Победа    | 9-1    | Джастин Киш      | Удушающий прием (удушение со спины) | UFC Fight Night: Waterson vs. Hill    | 12 сентября 2020 | 3     | 3:57  | Лас-Вегас, Невада, США         |                                                   |
| Победа    | 8-1    | Джэй Джэй Алдрич | Раздельное решение                  | UFC 246                               | 18 января 2020   | 3     | 5:00  | Лас-Вегас, Невада, США         |                                                   |
| Победа    | 7-1    | Шэна Добсон      | Единогласное решение                | UFC 241                               | 17 августа 2019  | 3     | 5:00  | Анахайм, Калифорния, США       |                                                   |
| Поражение | 6-1    | Марина Мороз     | Единогласное решение                | UFC on ESPN: Barboza vs. Gaethje      | 30 марта 2019    | 3     | 5:00  | Филадельфия, Пенсильвания, США |                                                   |
| Победа    | 6-0    | Каролина Яривэйк | Единогласное решение                | LFA 54                                | 16 ноября 2018   | 5     | 5:00  | Коста Меса, Калифорния, США    | защитила титул чемпионки LFA в наилегчайшем весе. |
| Победа    | 5-0    | Шэнон Синн       | Единогласное решение                | LFA 37                                | 20 апреля 2018   | 5     | 5:00  | Су-Фолс, Южная Дакота, США     | Выиграла титул чемпионки LFA в наилегчайшем весе. |
| Победа    | 4-0    | Линси Вильямс    | Нокаут (удар ногой)                 | LFA 23                                | 22 сентября 2017 | 1     | 4:26  | Боссье Сити, Луизиана, США     |                                                   |
| Победа    | 3-0    | Джеми Тортон     | Нокаут (удар ногой)                 | LFA 9                                 | 14 апреля 2017   | 1     | 4:50  | Шони, Оклахома, США            |                                                   |
| Победа    | 2-0    | Рейна Кордоба    | Единогласное решение                | Center Real Fights 19                 | 21 ноября 2015   | 3     | 5:00  | Сан-Хосе, Коста-Рика           |                                                   |
| Победа    | 1-0    | Александра Лара  | Единогласное решение                | Striker FC 18                         | 26 марта 2015    | 3     | 5:00  | Барранкилья, Колумбия          | дебют в наилегчайшем весе.                        |